# Kunin (rejon żółkiewski)
Kunin (ukr. Кунин) – wieś na Ukrainie, w rejonie lwowskim (wczesniej w rejonie żółkiewskim) obwodu lwowskiego. Wieś liczy około 676 mieszkańców.
W II Rzeczypospolitej do 1934 samodzielna gmina jednostkowa. Następnie należała do zbiorowej wiejskiej gminy Krechów w powiecie żółkiewski w woj. lwowskim. Po wojnie wieś weszła w struktury administracyjne Związku Radzieckiego.